# Schultz Gruppe
Die Schultz Gruppe ist der größte private Seilbahnbetreiber in Österreich. Das Familienunternehmen steht im Besitz der Geschwister Heinrich (Heinz), Martha und Georg Schultz.
Die Firmengruppe umfasst unter anderem fünf Schigebiete in Tirol, die Bergbahnen Hochzillertal, die Spieljochbahn, das Großglockner Resort Kals–Matrei, das Skizentrum Sillian Hochpustertal und das Skizentrum St. Jakob in Defereggen. Im Jahr 2021 war der Kauf der Mehrheit der Bergbahnen St. Johann in Tirol geplant. Nach Intervention der Gemeinde wurde das Skigebiet jedoch an einen anderen Investor verkauft.
Die Schultz Gruppe besitzt ein Hotel in Sillian und mehrere Gastronomiebetriebe und Unterkünfte in Skigebieten – darunter die Adler Lounge im Großglockner Resort Kals-Matrei. Des Weiteren ist das Resort Gradonna mitsamt Hotelanlage in Kals, direkt am Großglockner Resort Kals-Matrei gelegen, im Besitz der Schultz Gruppe.
In Uderns wurde der erste Golfplatz im Zillertal errichtet.
Auch zur Firmengruppe gehören die Baufirma Wohnbau Schultz, ein Versicherungsbüro, ein Incoming Reisebüro und eine Werbeagentur.

## Auszeichnungen
Die Schultz Gruppe wurde als österreichischer Leitbetrieb ausgezeichnet.